# Gigia obliqua
Gigia obliqua är en fjärilsart som beskrevs av Walker 1865. Gigia obliqua ingår i släktet Gigia och familjen nattflyn. Inga underarter finns listade i Catalogue of Life.